# Gerrard Lipscombe
Gerrard Lipscombe (* 4. Juni 1993 in Surrey Hills) ist ein australischer Volleyballspieler, der auch die tschechische Staatsangehörigkeit hat.

## Karriere
Lipscombe begann seine Karriere am Billanook College im Melbourner Vorort Mooroolbark. Von 2013 bis 2016 studierte er an der Grand Canyon University in Phoenix und spielte in der Universitätsmannschaft. Außerdem kam er in der australischen Juniorennationalmannschaft zum Einsatz. Nach seinem Studium wechselte der Außenangreifer zum Schweizer Erstligisten Volley Top Luzern. 2017/18 spielte er in Solingen beim deutschen Bundesligisten Bergische Volleys. Mit der australischen Nationalmannschaft kam Lipscombe 2018 auf der Nations League zum Einsatz.